# قصر (ماجل بلعباس)
```
| اسم    = قصر
| صورة   = 
| تعليق  =
| نوع   = قصر
| معماري    = 
| ارتفاع    = 
| تاريخ البناء  = 26 جانفي 1893
```

```
| افتتاح    = 
| مالك    = 
| تصنيف   = 
| موقع    = 
| بلد     = 
 
تونس
 
| مدينة   = ماجل بلعباس
| خريطة البلد = تونس
| دائرة عرض  = 
| خط طول     = 
```

}}
 قصر ماجل بلعباس  هو قصر أثري تونسي مصنف من قبل المعهد الوطني للتراث يقع في ولاية القصرين في الوسط الغربي التونسي، تحديدا في مدينة ماجل بلعباس تم تصنيف المعلم في يوم 26 جانفي 1893.